# Mirzec-Majorat
Mirzec-Majorat – dawna wieś w Polsce, w województwie świętokrzyskim, w powiecie starachowickim, w gminie Mirzec.
Do 31 grudnia 2023 miejscowość była częścią wsi Mirzec. W 2024 roku samodzielna wieś, od 2025 roku nazwę zniesiono a jej dotychczasowy obszar włączono do wsi Mirzec